# Michel Charles Durieu de Maisonneuve
Michel Charles Durieu de Maisonneuve est un militaire et botaniste français né le 9 décembre 1796 à Saint-Eutrope-de-Born en Lot-et-Garonne et décédé le 20 février 1878 à Bordeaux,.
Il a principalement herborisé en Algérie et en Gironde et était spécialiste des cryptogames. Après sa carrière militaire, il a été responsable des jardins de Bordeaux.

## Enfance et éducation
Il est le fils unique de Marie-Elisabeth de Calbiac et d'Étienne du Rieu de Maisonneuve de Bonnayrac, écuyer, capitaine au régiment Royal-Vaisseaux, chevalier de l'Ordre royal et militaire de Saint-Louis.

## Vie familiale
Il a épousé le 8 novembre 1827 Marguerite-Hélène-Ursule de Tessières de Miremont (1803-1878), nièce de Philippe-Paul de Tessières de Miremont, avec qui il a eu deux fils et une fille,.

## Carrière militaire
Il reçoit une formation militaire aux écoles de Brienne et Saint-Cyr. Le 4 juin 1817, il est affecté comme sous-lieutenant au 13e régiment de ligne. Il y est promu lieutenant le 11 avril 1826.
Il est promu capitaine au 63e de ligne le 20 janvier 1839.
Il participe en avril 1823 à l'expédition d'Espagne, puis il explore les Asturies.
Il participe à l'expédition de Morée.

## Activités scientifiques

### Missions scientifiques
En 1835, il explore les Asturies. Il récolte des plantes vasculaires dont il confie l'étude à Jacques Étienne Gay (Gay 1836).
Au lendemain de la conquête de l'Algérie, il est chargé par le Gouvernement d'une mission scientifique en Algérie, sous la conduite de Jean-Baptiste Bory de Saint-Vincent. Il s'y rend de fin 1839 à 1842. Il publiera par la suite la flore d'Algérie.
En 1853, il entre au service de la ville de Bordeaux, chargé du cours municipal de botanique. En 1858, après la disparition de Jean-François Laterrade (en), il devient directeur du Jardin des plantes de Bordeaux et prend une part active dans sa transformation, aux côtés de l'architecte de la ville Charles Burguet et du paysagiste L.B. Fischer. Notamment en 1857, il organise le transfert du magnolia géant, du vieux jardin botanique de la Chartreuse au nouveau Jardin public. Durieu est à l'origine d'un porte-greffe de la vigne, fort utilisé dans le Beaujolais, le Vialla, qui est le résultat d'un semis de Clinton réalisé par ce botaniste, à Bordeaux, vers 1870. Il prit sa retraite en 1876 et décède deux ans après à son domicile du 30 rue Maubourguet, situé à proximité du Jardin botanique.

### Publications
En 1825, il adhère à la Société linnéenne de Bordeaux. Il entreprend la rédaction de la partie cryptogamique du catalogue raisonné des plantes qui croissent spontanément dans le département de la Dordogne, mais doit renoncer à l'achever, puisqu'il est appelé à rejoindre la Commission scientifique en Algérie. Il était également membre fondateur de la Société botanique de France.

#### Ouvrages
- Michel Charles Durieu de Maisonneuve, Flore d'Algérie : cryptogamie, vol. 1, Paris, Impr. impériale (Paris), 1846-1849, 631 p. (lire en ligne)
- Jean-Baptiste Bory de Saint-Vincent et Michel Charles Durieu de Maisonneuve, Exploration scientifique de l'Algérie [atlas ; 80 planches en couleur], Paris, Impr. impériale (Paris), 1846-1849 (lire en ligne)
- Michel Charles Durieu de Maisonneuve, Le nouveau jardin des plantes : discours prononcé dans la séance publique d'hiver de la Société Linnéenne de Bordeaux, le 4 novembre, 1853, Bordeaux, Impr. de J. Dupuy, 1853, 20 p. (lire en ligne)
- Ernest Cosson et Michel Charles Durieu de Maisonneuve, « Notes sur quelques plantes d'Algérie critiques, rares ou nouvelles », dans Ernest Cosson, Notes sur quelques plantes critiques, rares ou nouvelles, Paris et Leipzig, Notes sur quelques plantes critiques, rares ou nouvelles, 1849-1852 (lire en ligne), p. 133-139
- Michel Charles Durieu de Maisonneuve et Ernest Cosson, Flore d'Algérie : phanérogamie, vol. 1, Paris, Impr. impériale (Paris), 1854-1867, 331 p. (lire en ligne)
- Michel Charles Durieu de Maisonneuve, Plantae Selectae Hispano-Lusitanicae, 1856

#### Articles
- Ernest Cosson et Michel Charles Durieu de Maisonneuve, « Note sur quelques graminées d'Algérie. », Bull. Soc. Bot. France, vol. 1,‎ 1854, p. 313-319 (lire en ligne)
- Michel Charles Durieu de Maisonneuve, « Notes détachées sur quelques plantes de la flore de la Gironde: et, Description d'une espèce nouvelle d'Avena. », Actes. Soc. linn. Bordeaux, vol. 20, nos 1-5,‎ 1855, p. 1-83 (lire en ligne)
- Ernest Cosson et Michel Charles Durieu de Maisonneuve, « Notes sur quelques espèces nouvelles d'Algérie. », Bull. Soc. Bot. France, vol. 4,‎ 1857, p. 522-525 (lire en ligne)
- Michel Charles Durieu de Maisonneuve, « Note sur une nouvelle espèce du genre Chara (Ch. fragifera DR.). », Bull. Soc. Bot. France, vol. 6,‎ 1859, p. 179-186 (lire en ligne)
- Michel Charles Durieu de Maisonneuve, « Note sur le Sphæria militaris Ehrh., considéré comme parasite de la chenille processionnaire du Pin (Bombyx pityocampa Fabr.) », Bull. Soc. Bot. France, vol. 7,‎ 1860, p. 43-44 (lire en ligne)
- Michel Charles Durieu de Maisonneuve, « Avena occidentalis DR. », Bull. Soc. Bot. France, vol. 12,‎ 1865, p. 78 (lire en ligne)
- Ernest Cosson et Michel Charles Durieu de Maisonneuve, « Description du nouveau genre algérien Kralikia de la famille des Graminées. », Bull. Soc. Bot. France, vol. 14,‎ 1867, p. 89-91 (lire en ligne)
- Michel Charles Durieu de Maisonneuve, « Transformation d'un grain de raisin en rameau », Actes. Soc. linn. Bordeaux, vol. 26, no 6,‎ 1868, p. 354-356 (lire en ligne)
- Montagne et Michel Charles Durieu de Maisonneuve, « Diagnose et description du Lenzites suberosae Warnieri », Actes. Soc. linn. Bordeaux, vol. 31,‎ 1876-1877, p. 203-204 (lire en ligne)

## Distinctions et honneurs

### Distinctions
Michel Charles Durieu de Maisonneuve a été nommé chevalier de la Légion d'honneur le 18 avril 1846.
Il était également officier d'Académie et titulaire de l'ordre de Charles III d'Espagne et de l'Ordre de la Rose.

### Hommage
Il a été nommé membre d'honneur du jury du congrès international de botanique de Florence en 1874 en considération des éminents services qu'il n'a cessé de rendre à la science.
Une rue de Bordeaux porte son nom.

### Espèces dédiées
13 plantes sont dédiées à Durieu :
- Agrostis durieui Boiss. & Reut. ex Gand.
- Carex durieui Steud.
- Centaurea durieui Lojac.
- Cerastium durieui St.-Lag., nom remplacé par Cerastium ramosissimum Boiss.
- Daucus durieui Lange
- Gagea durieui Parl. ex Trab.
- Holcus durieui Steud.
- Isoetes durieui Bory
- Limonium durieui Kuntze
- Lupsia durieui Kuntze
- Malva durieui Spach
- Silene durieui Hort. ex Fenzl
- Spartina durieui Parl., nom remplacé par Spartina versicolor Fabre